# Cleverbot
Cleverbot és un bot conversacional basat en intel·ligència artificial desenvolupat per l'enginyer informàtic Rollo Carpenter des del 1988, que es troba disponible a Internet des del 2006. El programa utilitza algorismes per detectar patrons en les conversacions amb els usuaris i respondre de manera natural, tenint en compte intervencions anteriors d'altres usuaris. Al finalitzar la sessió, el bot emmagatzema la informació de la conversació a una base de dades i la compara amb altres enregistraments per enriquir les seves respostes en el futur.

## Desenvolupament
Carpenter va començar a treballar en el projecte d'una intel·ligència atificial amb la capacitat d'emmagatzemar i reciclar fragments de conversacions amb altres usuaris al voltant del 1988, i el 1997 es va publicar a internet la primera versió d'aquest robot sota el nom Jabberwacky. Cleverbot, una versió més sofisticada del programari cleverscript que feia servir Jabberwacky preparada per mantenir més conversacions simultànies, es va llançar el 2006. L'any següent Carpenter va fundar Existor, una companyia d'intel·ligència artificial especialitzada en bots conversacionals que va donar lloc a avatars com EvieBot i BoiBot, basats en el mateix software que Cleverbot.
Durant la fira d'enginyeria informàtica Techniche que va tenir lloc a l'Institut Indi de Tecnologia de Guwahiti (IIT) el 2011, Cleverbot va ser sotmés al test de Turing i va aconseguir una puntuació del 59,3%, gairebé equiparant el 63,3% obtingut pels humans que havien participat a la prova. Per aquesta ocasió es van dedicar dos ordinadors de gran potència a mantenir conversacions amb un màxim de dos usuaris, mentre que el servidor online típicament administra milers de conversacions simultànies.